# Komai Tetsurō
Komai Tetsurō (japanisch 駒井 哲郎; geboren 14. Juni 1920 in Tōkyō; gestorben 20. November 1976) war ein japanischer Grafiker.

## Leben und Wirken
Komai Tetsurō kam 1934 während der Ausbildung an der Mittelschule der Keiō-Universität mit der Kupferstich-Technik in Berührung und entschloss sich 1938 zu einem Studium an der „Tōkyō bijutsu gakkō“ (東京美術学校), der Vorläufereinrichtung der heutigen Universität der Künste Tōkyō (Geidai). 1941 war er auf der jährlichen Ausstellung des Kultusministeriums  zu sehen.
Nach dem Pazifikkrieg wurde er mit Werken wie „Erinnerungen“ (思い出, Omoide) und „Beginn der Träume“ (夢の始まり, Yume no hajimari) bekannt.  Seine erste Einzelausstellung mit Radierungen hatte er 1953. Während dieser Zeit wurde er 1951 Mitglied der „Nippon Print Association“ (日本版画会, Nihon hanga kyōkai), wurde 1954 Mitglied der Künstlervereinigung Shun’yōkai (春陽会) und war an der Gründung der „Association of Japanese Copper Engravers“ (日本銅版画家協会, Nihon dōhangaka kyōkai) im Jahr 1956 beteiligt.
Komai reiste 1957 nach Frankreich und hielt sich dort ein Jahr auf. Nach seiner Rückkehr veröffentlichte er eine Reihe von bebilderten Gedichtsammlungen. Er erhielt den „Bridgestone Museum of Art Award“ auf der 34. „Japan International Art Exhibition“.
Nach seiner Tätigkeit als Dozent an der Kunsthochschule Tama und anderen Einrichtungen wurde Komai 1946 Professor an der Geidai. Zu seinen Meisterwerken gehören „Ein Moment der Illusion“ (束の間の幻影, Tsuka no ma no gen’ei), für das er auf der 1. Biennale von São Paulo einen Preis erhielt, und „Baum“  (樹, Ju).
Einer seiner Schüler ist der deutsche Grafiker Johannes Eidt.